# Chevillon, Yonne
Chevillon är en kommun i departementet Yonne i regionen Bourgogne-Franche-Comté i norra Frankrike. Kommunen ligger i kantonen Charny som tillhör arrondissementet Auxerre. År 2018 hade Chevillon 321 invånare.

## Befolkningsutveckling
Antalet invånare i kommunen Chevillon
| Referens: INSEE |